# نعمان الأعظمي
نعمان الأعظمي هو فقيه وداعية وواعظ ديني ومؤسس مدرسة أبي حنيفة المعروفة باسم كلية الإمام الأعظم، وكان معلما ومديرا فيها وسماها دار العلوم العربية والدينية.

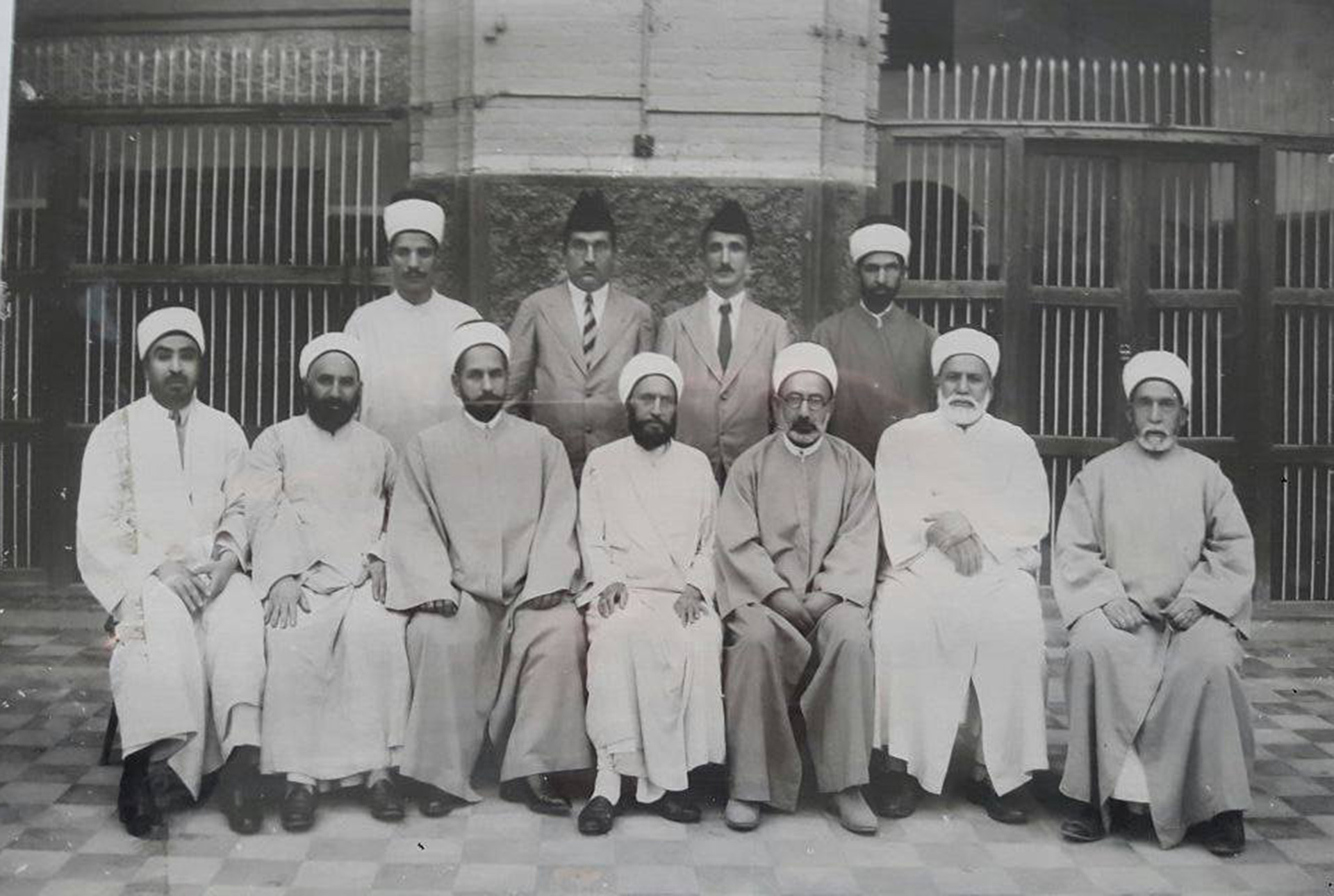
أساتذة وشيوخ مدرسة أبي حنيفة النعمان، ويظهر الجالسين: الثاني من اليمين الشيخ مؤسس المدرسة نعمان الأعظمي، والثالث الشيخ حمدي الأعظمي والسابع الشيخ بهاء الدين، برفقة مجموعة من الشيوخ والعلماء من بغداد في عهد المملكة العراقية بداية عقد الثلاثينيات تقريبا

## ولادته ودراسته

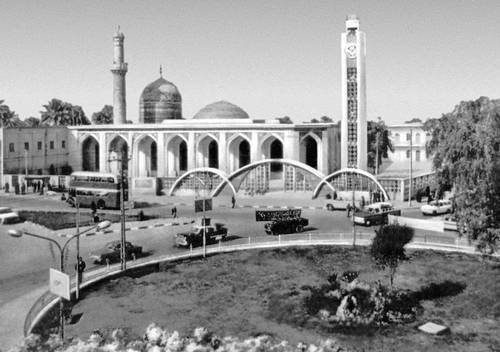
مشهد جامع الإمام الأعظم في عقد الستينيات حيث كان مقرا لدار العلوم العربية والدينية والتي أسسها نعمان الأعظمي

وهو الشيخ أبو يحيى نعمان بن أحمد بن إسماعيل بن أحمد بن محمود بن محمد بن ملا صالح العبيدي الأعظمي، ولد في محلة الشيوخ بالأعظمية، في بغداد عام 1293هـ/1874م، وأشتغل في صباه وشبابه في السوق، وهو من عشيرة العبيد المعروفة في الأعظمية، وكان والده يرغب في أن يجعله في سلك العلماء، فمهّد له السبل وأعد له اللوازم، فجعله مجداً في طلب العلم على أفاضل علماء عصره، ومنهم العلامة الشيخ المحدث السلفي عبد الرزاق الجلبي الأعظمي، ثم انتسب إلى مدرسة الإمام أبي حنيفة، ودرس على الشيخ أحمد السمين الألباني، والشيخ سعيد النقشبندي، والشيخ عبد الوهاب النائب، وأجازه الشيخ حسن الخانبوري، وكان قد عين معلماً في المدرسة عام 1317هـ/1899م، وواصل دراسته على الإمام العلامة الشيخ المحدث عبد الرزاق الجلبي، ونال إجازته العلمية عام 1326هـ/1908م، وعين مدرساً في المدرسة الرشدية في الكرخ.
ولقد ذهب إلى أداء فريضة الحج عام 1341هـ/1923م، واجتمع بالشيخ شعيب اليماني، والشيخ محمد الشنقيطي، والشيخ إبراهيم بن جاسر، والشيخ عبد الله بن عمر وغيرهم من شيوخ الحجاز، وأجازوه.

## أعماله وإنجازاته
- في عام 1328هـ/1910م، أصدر مجلة (تنوير الأفكار) في الأعظمية مع الأستاذ عبد الهادي الأعظمي، والشيخ حمدي الأعظمي.
- في عام 1333هـ/1915م، أرسلته الدولة العثمانية لمفاوضة الأمير عبد العزيز آل سعود للوقوف إلى جانب الدولة العثمانية في الحرب العالمية الأولى. وكان الوفد يضم معه الشيخ محمود شكري الآلوسي، وعلي علاء الدين الآلوسي، والضابط بكر أفندي. وعند عودة الوفد إلى بلاد الشام ذهب نعمان الأعظمي لمقابلة الوالي جمال باشا في القدس وقد اصطحب معه الدكتور عبد الرحمن الشهبندر وعبد الكريم قاسم الخليل.
- طالب السلطان العثماني بما لجامع أبو حنيفة من حقوق مغدورة، وكانت مجلته (تنوير الأفكار) تنطق بلسانه فحصل بجده وسعيه على موافقة السلطان لإنشاء كلية في الجامع تسمى بكلية الإمام الأعظم، تدرس فيها العلوم الشرعية الإسلامية، وكان له فضل السعي في إنشائها وبنائها، وتعتبر من مآثره وجليل أعماله.
- في عام 1334هـ/ 1916م، عُين واعظاً عاماً للعراق براتب شهري قدره 25 ليرة ذهبية. وطلبه القائد العسكري التركي نور الدين إلى جبهة الكوت لوعظ المتطوعين للجهاد من أبناء العشائر، وبعد احتلال الجيش البريطاني لمدينة بغداد اُعتقل وأخذوه من مدرسته يوم 31 مايس 1917م، واعتقله الإنكليز شهراً في خان كبة ثم نقل إلى مركز أم العظام شهراً آخر ثم نفي إلى الهند، وبقي أسيراً في الهند لمدة عامين وثمانية أشهر. وكان في معتقله في الهند يعظ الأسرى ويعلمهم اللغة العربية، ويدرس طلاب العلوم منهم فأفادهم كثيراً، ودرس عليه ثلاثون طالباً في الهند من الأفغان والتتار والهنود، وأطلق سراحه عام 1337هـ/1919م، وأعيد تعيينهُ مدرساً في كلية الإمام الأعظم في الأعظمية.
- في عام 1924م، عُيِّن مديراً لكلية الإمام الأعظم في الأعظمية، وقد أبدل اسمها إلى (دار العلوم العربية والدينية).
- في عام 1349هـ/1930م، شارك في المؤتمر الإسلامي الكبير الذي انعقد في مدينة القدس في فلسطين[4][5][6][7]

لقد كان الحاج نعمان شعلة وقادة من الذكاء والحمية، طبقت شهرته الآفاق وكان له صلات حميدة مع كثير من علماء الأمصار كالشيخ عبد الله بن خلف الكويتي، ومحمد بهجة البيطار، والشيخ العليمي، وجمال الدين القاسمي، وعبد القادر المغربي، ومفتي فلسطين الحاج أمين الحسيني، وغيرهم. وكانوا معجبين بعلمه وأدبه ووعيه السياسي واهتمامه بشؤون الأمة الإسلامية، وصلاته مع المسلمين في البوسنة والهرسك ومفتي المسلمين في فينا، وإرساله الكتب والمجلات الإسلامية لهم ورعاية طلاب العلم منهم في بغداد، وكان كثير التجوال في المدن العراقية يعظ المسلمين ويذكرهم ويدعوهم إلى التمسك بآداب الإسلام.
وكان نعمان الأعظمي يأمر الطلاب في كلية الإمام الأعظم بالسفر إلى شمال العراق والقيام بالوعظ والتدريس في القرى والأرياف الكردية ثم يكتب الرسائل إلى بعض علماء الأكراد للقيام بضيافة الطلاب وتهيئة أمورهم للوعظ والتوعية.
ولقد أقامت جمعية الشبان المسلمين في البصرة حفلة تكريم له عند زيارته للبصرة في شهر رمضان عام 1350هـ/1932م، وألقى الشاعر محمد صالح بحر العلوم قصيدة للترحيب به منها:
وكان يلقي الدروس والمواعظ في شهر رمضان في مساجد بغداد ومنها جامع القبلانية، وجامع السراي، وتحتشد تحت منبره طلاب العلم، وكان له مجلس يقيمه في دار العلوم ويتردد عليه الناس.

## من مؤلفاته
ترك الكثير من المؤلفات المخطوطة والمطبوعة، وله تعليقات على هوامش الكتب المحفوظة في مكتبته، ومن مؤلفاته الكتب التالية:
- إرشاد الناشئين.
- التاريخ العام /الجزء الأول.
- المواعظ الدينية الصحيحة.
- شقائق النعمان في مواعظ رمضان.
- أغاريد الهزار في الأناشيد والأشعار.
- مجموعة كبيرة من المقالات والمؤلفات نشرتها الصحف العراقية والمجلات العربية في التفسير والتاريخ وعلم الاجتماع وكان له أسلوب ممتع وساحر ومؤثر في الخطابة والكتابة.

## وفاته
توفي نعمان الأعظمي يوم الأثنين 15 جمادى الثانية عام 1355هـ/2 أيلول 1936م، وتأثرت الأوساط الثقافية في بغداد لوفاته حيث شيع بموكب كبير مشى فيه العلماء والأدباء والأعيان وأغلقت الأعظمية أسواقها ودفن في مقبرة الخيزران إلى جانب قبر أحمد عزة الأعظمي.